# Dani (football, 1981)
Pour les articles homonymes, voir Daniel Martin, Martín et Dani.
Daniel Martín dit Dani est un footballeur espagnol, né le 16 septembre 1981 à Séville. Daniel Martín évolue actuellement au Club Deportivo Atlético Baleares. Son poste de prédilection est attaquant.

## Palmarès
Avec le Betis Séville
- 2005 - Finaliste de la Supercoupe d'Espagne
- 2005 - Vainqueur de la Copa del Rey